# Dygnsvila
Dygnsvila är den tid under dygnet då en person sover eller vilar. Begreppet förekommer inom arbetstidslagstiftning. Inom EU ligger direktivet 2003/88/EG till grund för lagstiftningen.
I Sverige trädde nya regler kring dygnsvila i kraft den 1 oktober 2023, som är mer anpassade efter EU-direktivet. Det är något som har väckt debatt.